# Гримсгорд-Офстад, Уле Йохан
Уле Йохан Гримсгорд-Офстад (норв. Ole Johan Grimsgaard-Ofstad; 17 февраля 1967 — 19 ноября 2015) — норвежский националист, участник Боснийской войны на стороне ВС Республики Сербской; в 2014 году отправился в Сирию с целью оказания помощи правительству Башара Асада в борьбе против сирийской оппозиции и боевиков ИГ, но был захвачен последними в плен и казнён.

## Биография

### Ранние годы
Родился 17 февраля 1967 года в норвежском городе Порсгрунн. Окончил Норвежский университет естественных и технических наук в Тронхейме со степенью бакалавра политических наук; также изучал историю в одном из университетов города Волда. Будучи студентом, вступил в норвежскую националистическую организацию «Норвежцы против иммиграции» (норв. Nordmenn Mot Innvandring). В ноябре 1991 года попал на полосы норвежских газет после того, как поучаствовал в драке между «правыми» и «левыми», затеянную лидером «Норвежцев против иммиграции» Арне Мюрдалем, и получил тяжёлые побои. В интервью газете «Møre» от 14 ноября 1991 года опроверг слухи о том, что является нацистом и расистом, объяснив, что выступает за отдельное национальное государство наравне со Швейцарией, которая принимает иммигрантов лишь в случае необходимости.

### Боснийская война
После развала Югославии на её обломках вспыхнули вооружённые конфликты в Хорватии и Боснии и Герцеговине. Многие добровольцы из Западной Европы поддерживали Хорватию, поскольку были сторонниками идей антикоммунизма и даже неонацизма. Уле Йохан стал одним из немногих жителей Северной или Западной Европы, который решил сражаться за Республику Сербскую: он служил в разведывательно-диверсионном подразделении «Белые волки», которым командовал Срджан Кнежевич. Отряд подчинялся Сараевско-Романийскому корпусу Войска Республики Сербской. Всего он провоевал один или два месяца. Несмотря на его трудности в общении с русскими и сербами, сослуживцы не возражали против его участия.

### Мирное время
Доподлинно неизвестно, чем занимался Гримсгорд-Офстад после возвращения в Осло. Уле Йохан предпочитал общаться через Интернет даже со своими родственниками. В начале 2000-х годов он заинтересовался проблематикой и историей Ближнего Востока: знакомые замечали его в палестинских шарфах, также был подтверждён факт его контакта с ливанскими националистами. После начала гражданской войны в Сирии он стал оставлять в социальных сетях критические замечания и высказывания против сионизма и Израиля, а также говорить о «превосходстве нордической расы», за что стал обвиняться антирасисткими организациями в экстремизме.
В 2014 году Гримсгорд-Офстад поступил в магистратуру Норвежского университета естественных и технических наук на отделение политологии. Он публиковал в социальных сетях (в том числе Facebook) новости о событиях на Ближнем Востоке, поддерживая правительство Башара Асада в гражданской войне в Сирии. Согласно данным с дискуссионных форумов, посвящённых евразийству и скандинавской мифологии, Гримсгорд-Офстад поддерживал позицию России в войне в Донбассе и высоко ценил статьи и утверждения Александра Дугина; также указывал нео-фолк и музыку Бетховена в качестве любимых композиций.

### Гибель в Сирии
В 2014 году Гримсгорд-Офстад отправился в Турцию под предлогом сбора информации для политических исследований, намереваясь перейти границу с Сирией и встретиться с представителями Сирийской арабской армии, чтобы договориться о помощи правительству Башара Асада — ряд экспертов полагал, что Гримсгорд-Офстад, прошедший конфликт на Балканах, собирался предложить свои услуги САА. Последнее сообщение от Уле Йохана поступило 24 января 2015 года, когда он прибыл в сирийский город Идлиб и собирался направиться в Хаму. Через некоторое время (ориентировочно в конце января) его захватили в плен исламские террористы, обнародовав его фотографии 9 сентября. Правительство Норвегии заявило, что те потребовали огромный выкуп за жизнь гражданина, но норвежские власти отказались выполнять требования террористов и платить выкуп, рассчитывая добиться силой освобождения заложника.
19 ноября 2015 года 48-летний Уле Йохан Гримсгорд-Офстад и 50-летний китаец Фан Цзинхуэй, также похищенный исламистами, были расстреляны. Китай и Норвегия осудили случившееся, назвав это варварским поступком и выступив против терроризма в любых формах.